# Johann Christian Neuber
Johann Christian Neuber (* 7. April 1736 in Neuwernsdorf; † 1. Januar 1808 in Eibenstock) war ein deutscher Steinschneider und Hofjuwelier in Dresden.

## Leben
Johann Christian Neuber wurde als Sohn des Leinwebers Christian Heinrich Neuber in Neuwernsdorf geboren. Er lernte in Dresden bei Heinrich Taddel das Goldschmied- und Steinschneider-Handwerk. 1762 wurde er in Dresden in die Goldarbeiterinnung aufgenommen. Ab 1767 arbeitete er für den Hof, war ab 1769 für das Grüne Gewölbe verantwortlich und wurde 1775 zum Hofjuwelier ernannt. Neuber heiratete in erster Ehe Anna Sophia geb. Schumacher aus Frankfurt an der Oder und in zweiter Ehe Christiana Hedwig geb. Fischer, eine Kaufmannstochter aus Dresden.

## Werk

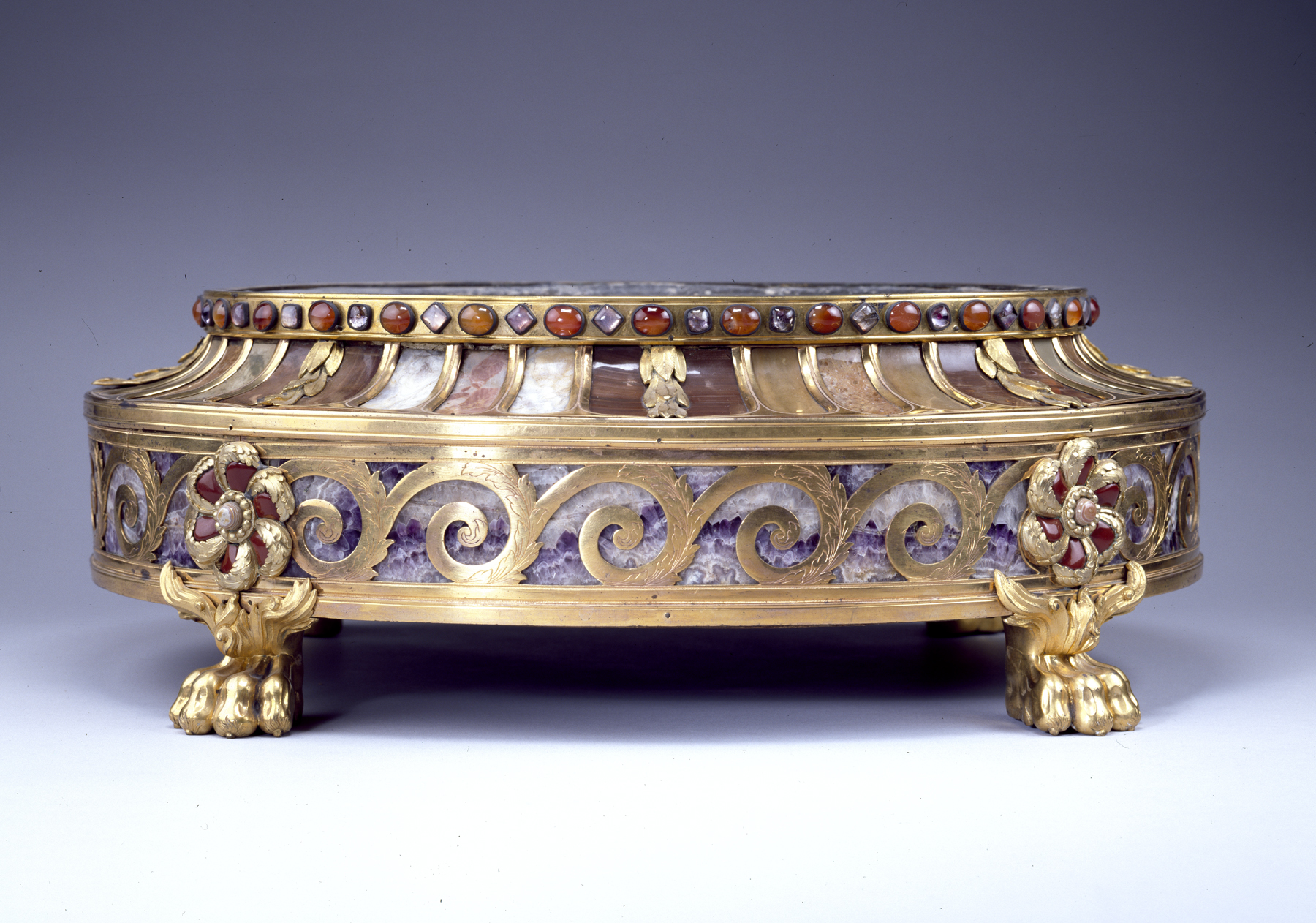
Untersatz für eine Porzellangruppe

Neubers Werke sind geprägt vom frühen Klassizismus. Seine Spezialität war die Anfertigung von mit Gold und Schmucksteinen versehenen Schnupftabakdosen, die häufig als königliche Geschenke vergeben wurden. 
Als Ehrengabe des sächsischen Königs Friedrich August für den französischen Diplomaten Baron de Breteuil, der maßgeblich am Zustandekommen des Friedens von Teschen beteiligt war, fertigte Neuber 1781 einen Prunktisch an, der als sein Meisterwerk gilt. Der Tisch auf den Frieden von Teschen, der in pietre-dure-Technik mit Einlagen aus 128 Steinen und Hölzern des Erzgebirges geschmückt ist, ist seitdem im Besitz der Familie de Breteuil. Er erhielt 2010 den Status eines französischen Trésor national (Kunstgut von nationaler Bedeutung).
Der russische Bevollmächtigte bei den Friedensverhandlungen, Nikolai Wassiljewitsch Repnin erhielt ein umfangreiches Meißen-Service mit Tafelaufsätzen, von denen bisher lediglich zwei von Neuber geschaffene Untersätze identifiziert werden konnten.
1782 fertigte er einen Prunkkamin für das Grüne Gewölbe.